# Многообразие религиозного опыта
«Многообразие религиозного опыта» (англ. The Varieties of Religious Experience) — главный труд американского психолога и одного из основателей философского прагматизма Уильяма Джеймса, состоящая из двадцати Гиффордских лекций по естественной теологии, прочитанных им в Эдинбургском университете (Шотландия) в 1901—1902 гг.
Лекции описывают представления Джеймса о сущности религии и его взгляды на научную методологию, использовавшуюся в его время при академических исследованиях религии. Книга вызвала широкий интерес научного сообщества и стала классической для психологов и философов уже вскоре после её выхода. Она многократно переиздавалась на разных языках в течение более чем ста лет, прошедших с момента первой публикации. В России книга впервые вышла под редакцией и с предисловием С. В. Лурье в 1910 году в Москве. В советское время в СССР не переиздавалась, и лишь в 1992 году в издательстве «Андреев и сыновья» было издано репринтное воспроизведение издания 1910 года, за которым последовали другие переложения и переводы, полные либо частичные.

## Обстоятельства написания
Уильям Джеймс был воспитан в глубоко религиозной семье. На его отца, Генри Джеймса, огромное влияние оказало религиозно-мистическое учение Эммануила Сведенборга. Это обстоятельство отразилось на философских и психологических взглядах Уильяма Джеймса по религиозным вопросам, в том числе и в книге «Многообразие религиозного опыта». Написанию данной книги предшествовал ряд важных событий в личной жизни этого мыслителя. В 1872 году Джеймс принял предложение президента Гарвардского университета и приступил к преподаванию физиологии. Вскоре он начал преподавать в Гарварде психологию на основе физиологического подхода и в 1875 году создал первую в Америке психологическую лабораторию. В 1879 году Джеймс стал преподавать в Гарварде философию.
В апреле 1897 года он получил приглашение прочитать Гиффордские лекции по естественной теологии в Эдинбурге, однако из-за напряжённой работы в Гарварде его здоровье сильно пошатнулось, и он был вынужден отложить своё выступление. В 1898 году, находясь с друзьями в горах Адирондака, Джеймс испытал момент откровения, оказавший на него неизгладимое впечатление, после чего Джеймс почувствовал себя готовым перенести открывшееся ему понимание в лекции, как сказано в его письме к жене Элис.
В процессе излечения от физического недуга он занялся исследованием религиозных переживаний и в 1901—1902 гг. выступил с лекциями в Эдинбургском университете. Хотя эти лекции, опубликованные в 1902 году в качестве отдельной книги под названием «Многообразие религиозного опыта», имели широкий успех, сам Джеймс остался ими недоволен, полагая, что он уделил в этих лекциях слишком много внимания изложению фактов и слишком мало — философскому анализу.

## Основные идеи
Ключевой идеей книги стал отказ Джеймса от обсуждения вопросов, связанных с онтологией религиозных и мистических переживаний, вместо чего он перенёс внимание к психологическим проблемам этих переживаний. По словам Джеймса, «психологическая природа религиозного опыта и его философское значение — это, с логической точки зрения, вопросы совершенно разных порядков». Данная идея затем многократно использовалась в теоретических построениях, касающихся понимания религиозного, мистического или духовного опыта, в самых разнообразных направлениях психологии — от бихевиористского до трансперсонального.
Джеймс также указал на необходимость отличать практическую ценность какого-либо религиозного феномена от вопроса о происхождении этого феномена. В качестве примера он привёл религию квакеров, которая на своей ранней стадии стала моральным образцом для всех остальных христианских сект. Современники её основателя, Джорджа Фокса, считали его вполне нормальным человеком. Тем не менее, с точки зрения своей нервной системы, Фокс, по словам Джеймса, был резко выраженным психопатом.
Джеймс выступил категорически против физиологических объяснений религиозных переживаний. Он назвал подобный подход «медицинским материализмом». Поскольку с точки зрения материализма нет ни одного состояния сознания — ни нормального, ни патологического, — которое не было бы обусловлено каким-нибудь органическим процессом, то, в соответствии с таким подходом, атеистический образ мыслей можно объяснить, к примеру, дисфункцией печени. Джеймс отверг распространённую идею о превосходстве науки перед религией, указав, что ценность как научных, так и религиозных воззрений может быть познана только путём непосредственно применённых к ним оценивающих суждений, основанных на нашей собственной интуиции и на добытых опытом знаниях об отношении этих воззрений к нашим моральным потребностям и ко всему тому, что мы называем истиной.
В последней лекции Джеймс выделил следующие наиболее существенные черты религиозной жизни:
1. Видимый мир является лишь частью иного, духовного мира, в котором он черпает свой главный смысл;
2. Истинной целью нашей жизни является гармония с этим высшим миром;
3. Молитва или внутреннее общение с духом этого горнего мира — «Бог» ли это или «закон» — есть реально протекающий процесс, в котором проявляется духовная энергия, и который порождает известные психические и даже материальные последствия в феноменальном мире;
4. Кроме того, религия придаёт жизни новую прелесть, которая принимает форму лирического очарования или стремления к суровости и героизму;
5. Религия порождает уверенность в спасении, душевный мир и вливает силы в чувство любви.

Джеймс подробно рассмотрел отношения между наукой и религией его времени и выступил против предвзятого и высокомерного отношения учёных к религии как к пережитку прошлого и набору предрассудков, выразив это в следующих словах:

Я могу, конечно, заставить себя вжиться в настроение учёного сектанта и живо представить себе, что не существует ничего, кроме чувственного мира и признаваемых наукой законов и явлений природы; но всякий раз, как я пытаюсь сделать это, я слышу, как тот внутренний руководитель, о котором писал однажды Клиффорд (W. K. Clifford), шепчет мне: «прочь отсюда!» Заблуждение остаётся заблуждением, даже если оно называется наукой, и вся совокупность человеческого опыта, поскольку я могу объективно понять его, непреодолимо влечёт меня выйти за «научные» пределы. Да, реальный мир гораздо более сложен, чем это предполагает и допускает естествознание.
Итальянские историки философии Д. Реале и Д. Антисери в конце XX столетия сказали, что религией самого Джеймса была защита общества против бесчеловечных тенденций науки, и его борьба против культа науки и техницизма оказалась достаточно эффективной.

## Влияние и оценки
Книга Джеймса была подвергнута критике рядом авторов по нескольким причинам. Так, религиозный опыт в ней был рассмотрен без учёта социальных обстоятельств и исторического контекста, которые могли бы влиять на его проявления у различных рассмотренных исторических фигур. Помимо этого, в книге Джеймс проявляет отчётливо меньшую симпатию по отношению к религиозному опыту римских католиков, что скорее всего вызвано господством протестантизма в США во время написания книги. Ряд рецензентов, начиная со Стэнли Холла и до настоящего времени, отмечают, что Джеймс в этой книге отказался от экспериментальной позитивистской науки как способа проверки гипотез относительно исследуемого им предмета, а взамен предложил описательный биографический подход, приукрашенный философским языком. Это вызывает обвинения в отвержении научного метода как такового, из-за чего его работа, по мнению критиков, теряет возможность использовать более серьёзные аргументы, чем биографические или автобиографические.
Обозрение расширенного издания, опубликованное в июле 1963 года в журнале «Time», заканчивается цитатами философов Пирса и Сантаяны:

Уделяя мало внимания тому факту, что люди могут быть обращены в порочные верования, он обрёл почитателей, о которых сам бы сожалел. Например, Муссолини называл Джеймса наставником, который показал ему, что «о действии следует судить по его результату, а не по его доктринальной основе». Джеймс… не намеревался поддерживать нынешних тоталитарных деятелей. Его просто раздражали коллеги-учёные и их нескончаемое буквоедство по вопросам, которые не имеют практического значения. Будучи энергичной и свободомыслящей личностью, он надеялся показать, что религиозные переживания, даже у безумцев, чрезвычайно важны для человеческой жизни. Философ-прагматист Чарльз Пирс отметил, что величайшим достоинством «Многообразия» является его «проникновение в сердца людей». Джордж Сантаяна возразил, что его величайшим недостатком является «стремление дезинтегрировать идею истины, предлагать веру без разума и потворствовать предрассудкам».
С другой стороны, основное содержание данного труда составляют выведенные эмпирическим путём с детальной точностью портреты и концепции, что делает её ценным классическим источником для анализа религиозных переживаний и междисциплинарных исследований о них. Некоторые авторы считают «Многообразие религиозного опыта» трудом, заложившим основы психологии религии. Также эта книга оказала влияние на прикладные психологические практики для тех, кто борется с зависимостями, в частности, она была одним из источников вдохновения основателя Анонимных алкоголиков Уильяма Уилсона. Некоторые введённые в книге термины прижились в литературе, хотя и не ассоциируются, как правило, с именем Джеймса. По словам Харта, «работа Джеймса обманчиво проста, но при этом весьма многозначительна и при этом психологически точна и проницательна».
Доктор философских наук, старший научный сотрудник сектора философии религии ИФ РАН Е. Г. Балагушкин отмечал, что хотя «замечательная» фундаментальная книга Джеймса для современного религиоведения «довольно ограниченна в теоретико-методологическом отношении», так как основывается только на описательно-эмпирическом подходе и рассматривает только эмоционально-психологический аспект мистики, но на момент выхода издание «было выдающимся по широте поставленных проблем и по охвату фактического материала». Также Балагушкин указал на то, что от момента выхода книги до настоящего времени «ясности и глубины в понимании специфики мистики <…> не прибавилось».
Освоение скрытых потенций идей Джеймса продолжилось в книге, изданной Американской психологической ассоциацией в 2000 году, на что указывает даже её название — «Многообразие аномального опыта».

## Переводы
- Джемсъ В. Многообразіе религиознаго опыта. Перевод с английского В. Г. Малахіевой-Мировичъ и М. В. Шикъ. Под ред. С. В. Лурье. - М.: Издание журнала «Русская Мысль», 1910.
- Джеймс У. Многообразие религиозного опыта. Пер. с англ. В. Г. Малахиевой-Мирович и М. В. Шик - М. : Наука, 1993. - 431 с.
- Джемс У. Многообразие религиозного опыта [Фрагменты]. Пер. с англ. Е. С. Элбакян // Мистика. Религия. Наука. Классики мирового религиоведения. Антология / Сост. и общ. ред. А. Н. Красникова. М.: Канон+, 1998.